# Meigs Field

i7
i11
i13
Das Meigs Field (ICAO-Code: KCGX), welches mit vollem Namen Merrill C. Meigs Field Airport heißt, war ein Flughafen auf der Halbinsel Northerly Island im Michigansee vor Chicago.
Anlässlich der Weltausstellung von 1933 (Century of Progress International Exposition) wurde die Insel Northerly Island im Michigansee vor Chicago aufgeschüttet. Am 10. Dezember 1948 wurde auf der Insel der Flugplatz eröffnet. Bereits 1955 war er unter den Flughäfen mit nur einer Start- und Landebahn der meistfrequentierte. 1952 wurde der letzte Tower und 1961 das Terminal gebaut. Den Namen erhielt der Flugplatz von Merrill C. Meigs, dem Verleger des Chicago Herald.
Die Landebahn auf dem Meigs Field war ca. 3900 Fuß (1.200 m) lang und 150 Fuß (46 m) breit. Zusätzlich gab es vier öffentliche Helikopterlandeplätze am südlichen Ende der Bahn.

## Schließung und Umwandlung

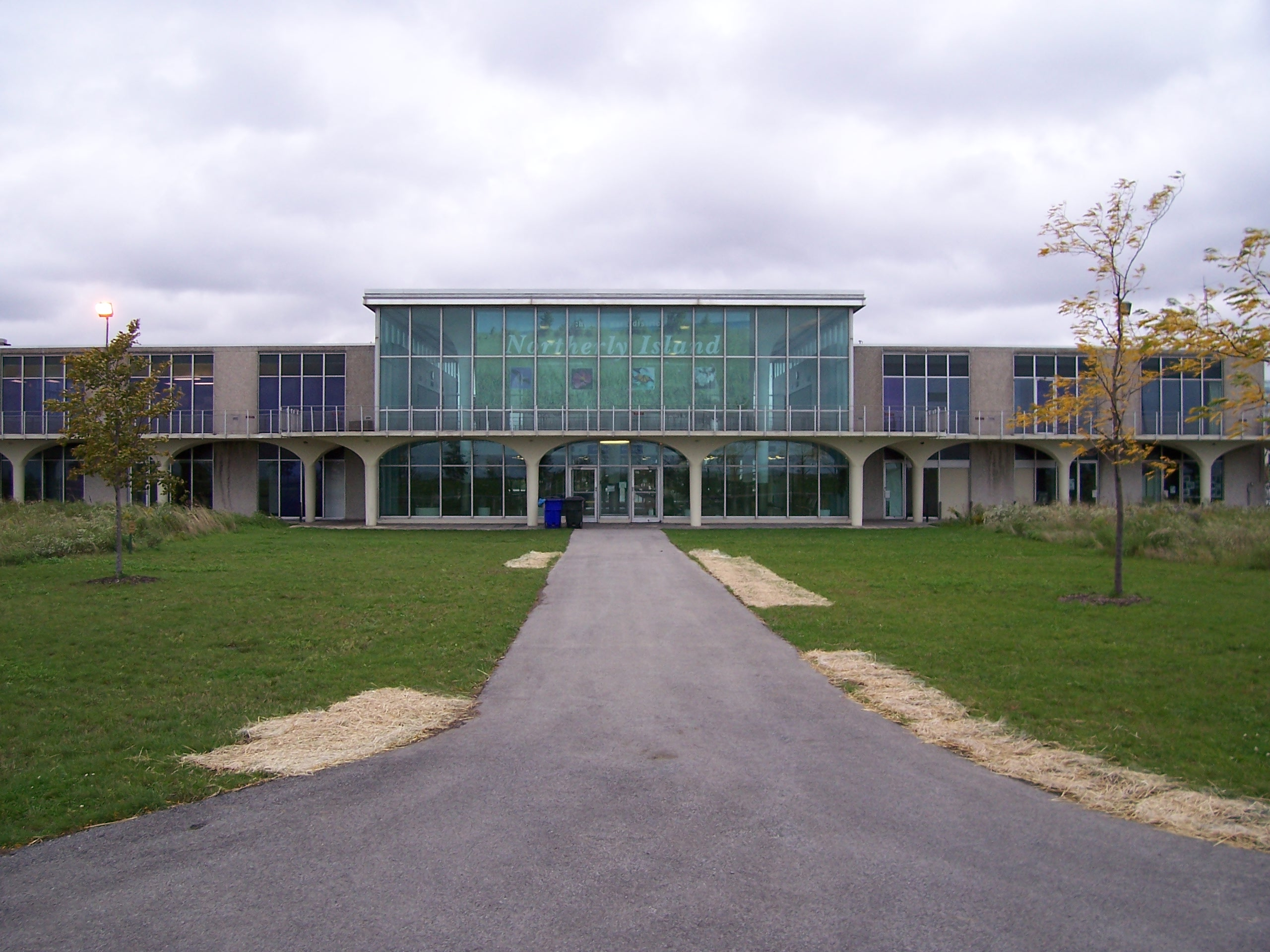
Ehemaliges Abfertigungsgebäude

Nachdem sich Richard M. Daley, damals noch Senatsabgeordneter im Senat von Illinois, bereits 1972 für eine Schließung von Meigs Field und eine Umwandlung in einen Park ausgesprochen hatte, wurde in seiner Amtszeit (ab 1989) als Bürgermeister von Chicago der Platz im September 1996 zum ersten Mal geschlossen. Nach Intervention des Staates Illinois erfolgte eine Wiedereröffnung im Februar 1997. Nach langen Verhandlungen zwischen FAA (Federal Aviation Administration), Stadt und Bundesstaat wurde im Jahre 2001 ein Kompromiss geschlossen, welcher das Überleben des Flughafens für die nächsten 25 Jahre sichern sollte. Es gab zwar einen medienwirksamen Handschlag zwischen Gouverneur und Bürgermeister, aber keine gesetzliche Verankerung auf Bundesebene.
Dennoch erhielt der Platz im Frühjahr 1998 ein Instrumentenlandesystem.
In einer umstrittenen Aktion veranlasste Bürgermeister Daley am 30. März 2003 mitten in der Nacht die Zerstörung der Landebahn. Nach Absperrung des Geländes durch ein großes Polizeiaufgebot wurden mit schwerem Gerät große „X“ in die Landebahn gegraben. Da weder die FAA noch die Eigentümer der sich am Boden befindenden Flugzeuge informiert wurden, befanden sich nach dieser Aktion 16 Flugzeuge auf dem Flugplatz, ohne dass dieser über eine intakte Startbahn verfügte. Später erlaubte man den Start dieser Flugzeuge auf der 3000 Fuß langen Rollbahn.
Bürgermeister Daley verteidigte sein Handeln durch das Ersparen von langwierigen Gerichtsverfahren, bevor der Flughafen geschlossen werden könnte. Insbesondere machte er Sicherheitsbedenken geltend, wonach gerade dieser Flughafen in nächster Nähe zur Stadt nach den Terroranschlägen am 11. September 2001 zu gefährlich sei.
Die umstrittene Aktion brachte Bürgermeister Daley negative Schlagzeilen ein. Die Chicago Sun-Times titelte beispielsweise mit „ohne jegliche Vorwarnung oder öffentliche Diskussion zerstörte die Stadt ihr Juwel am Seeufer“ („without any advance notice or public discussion, the city vandalized its lakefront jewel, Meigs Field“)
Obwohl verschiedene Interessengemeinschaften vor Gericht eine Wiederöffnung des Meigs Field anstrebten, konnte dies nicht erreicht werden, da Eigentümer des Flughafens die Stadt war.

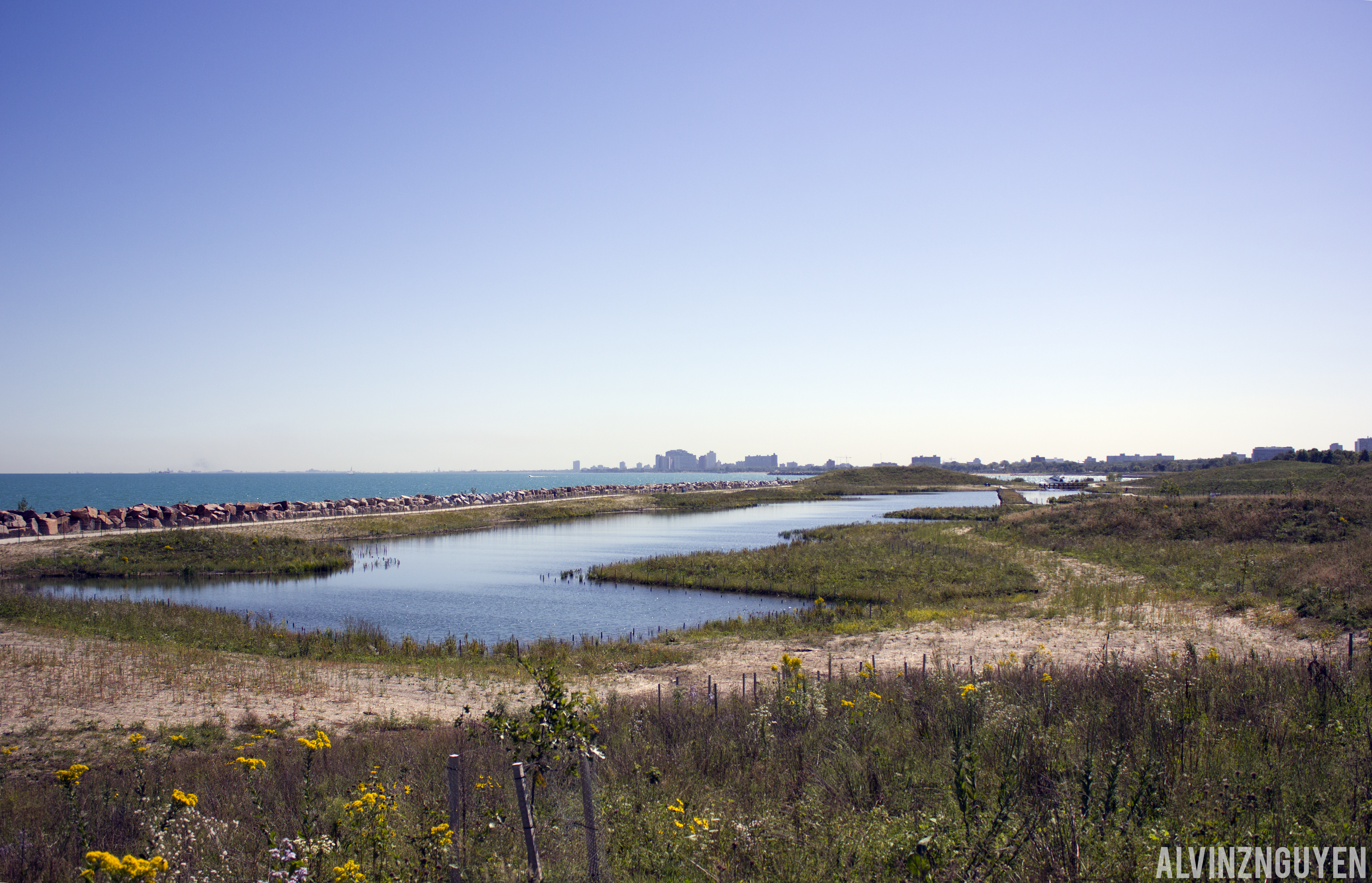
See im Northerly Island, auf der Fläche des ehemaligen Flugplatzes, 2015

Im August 2003 endeten die Abbrucharbeiten am Meigs Field. Nach wie vor im Gange ist die Umwandlung in einen Park, der Tieren Rückzugsmöglichkeiten anbieten soll. Für diese wurden über 11.000 Sträucher und 400 Bäume gepflanzt sowie eine 5 Hektar große Lagune errichtet. Ein befestigter Rundweg wird von diversen Kunstwerken gesäumt.

## Sonstiges
Obwohl Meigs Field ein relativ kleiner Flughafen war, war er dennoch durchaus bekannt. Grund hierfür ist der Microsoft Flight Simulator. In älteren Versionen begann der erste Flug nach erfolgter Installation mit einer Cessna von Meigs Field aus.